# 廣東五小虎
广东五小虎是1980年代的名稱，指中国广东省在改革开放以后，经济发展迅速的珠海、东莞、中山、南海、顺德五个城市。隨著南海和顺德并入佛山。五小虎成為四小虎珠海、东莞、中山、佛山，2000年代後這個名稱已經不多見。